# Măști (Star Trek: Generația următoare)
„Măști” (titlu original: „Masks”) este al 17-lea episod din al șaptelea sezon (și ultimul) al serialului TV american științifico-fantastic Star Trek: Generația următoare și al 169-lea episod în total. A avut premiera la 21 februarie 1994.
Episodul a fost regizat de Robert Wiemer după un scenariu de Joe Menosky.

## Prezentare
USS Enterprise descoperă o veche bibliotecă ce recreează civilizația care a construit-o, preluând controlul asupra lui Data și transformând nava. 

## Actori ocazionali
- Rickey D'Shon Collins - Eric Burton